# 帝京酒店

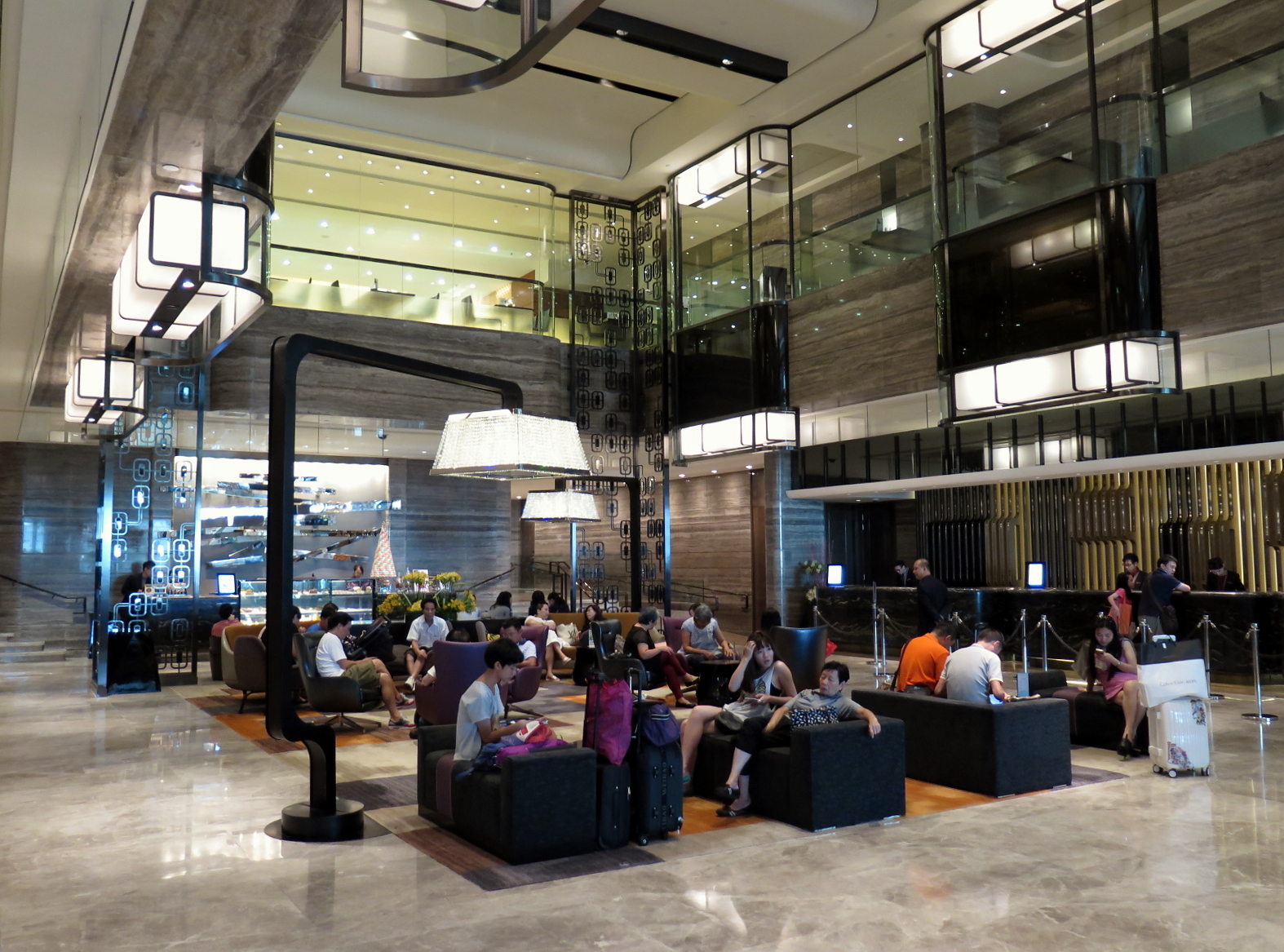
翻新後的大堂入口

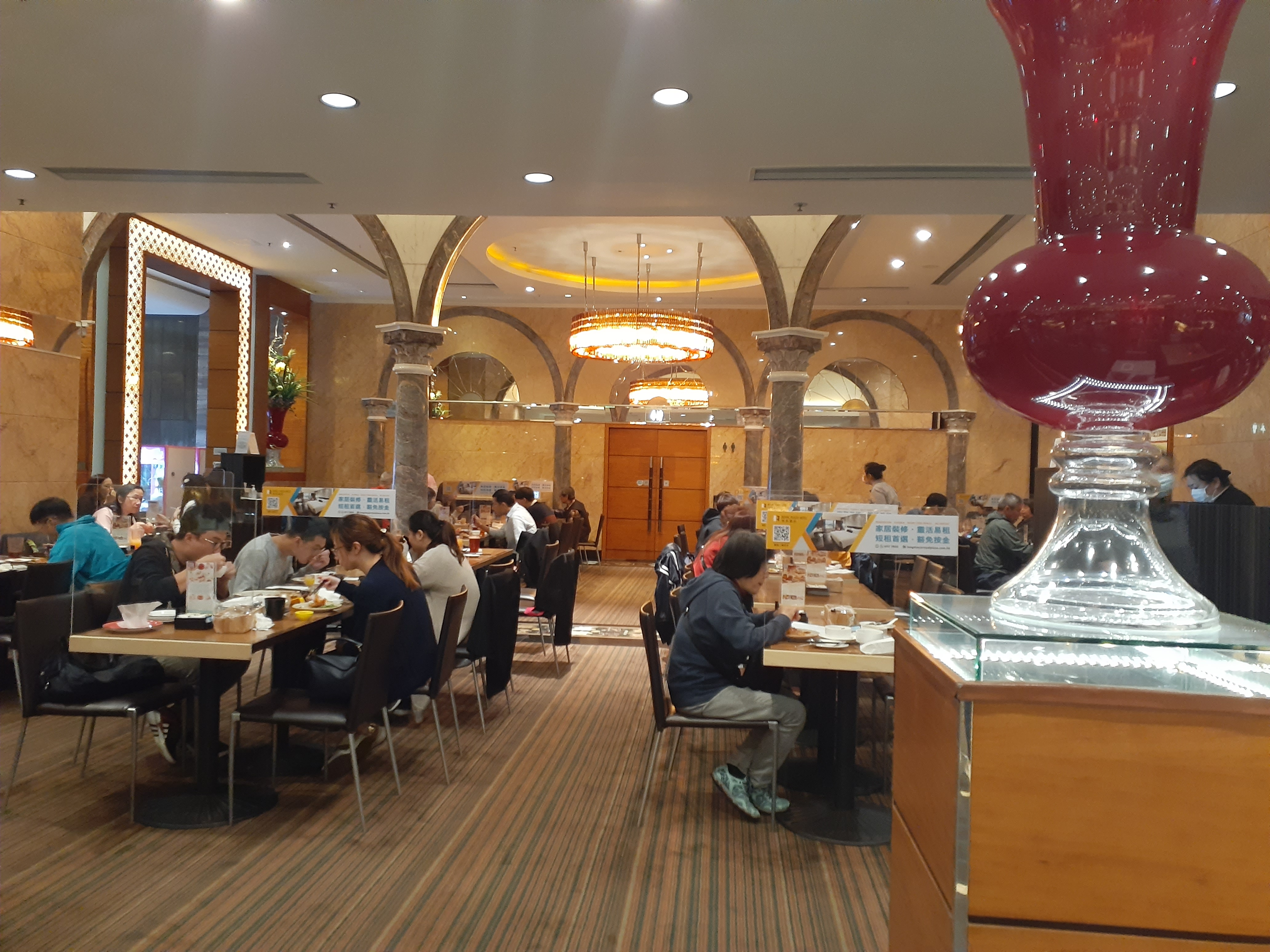
自助餐廳：花月庭

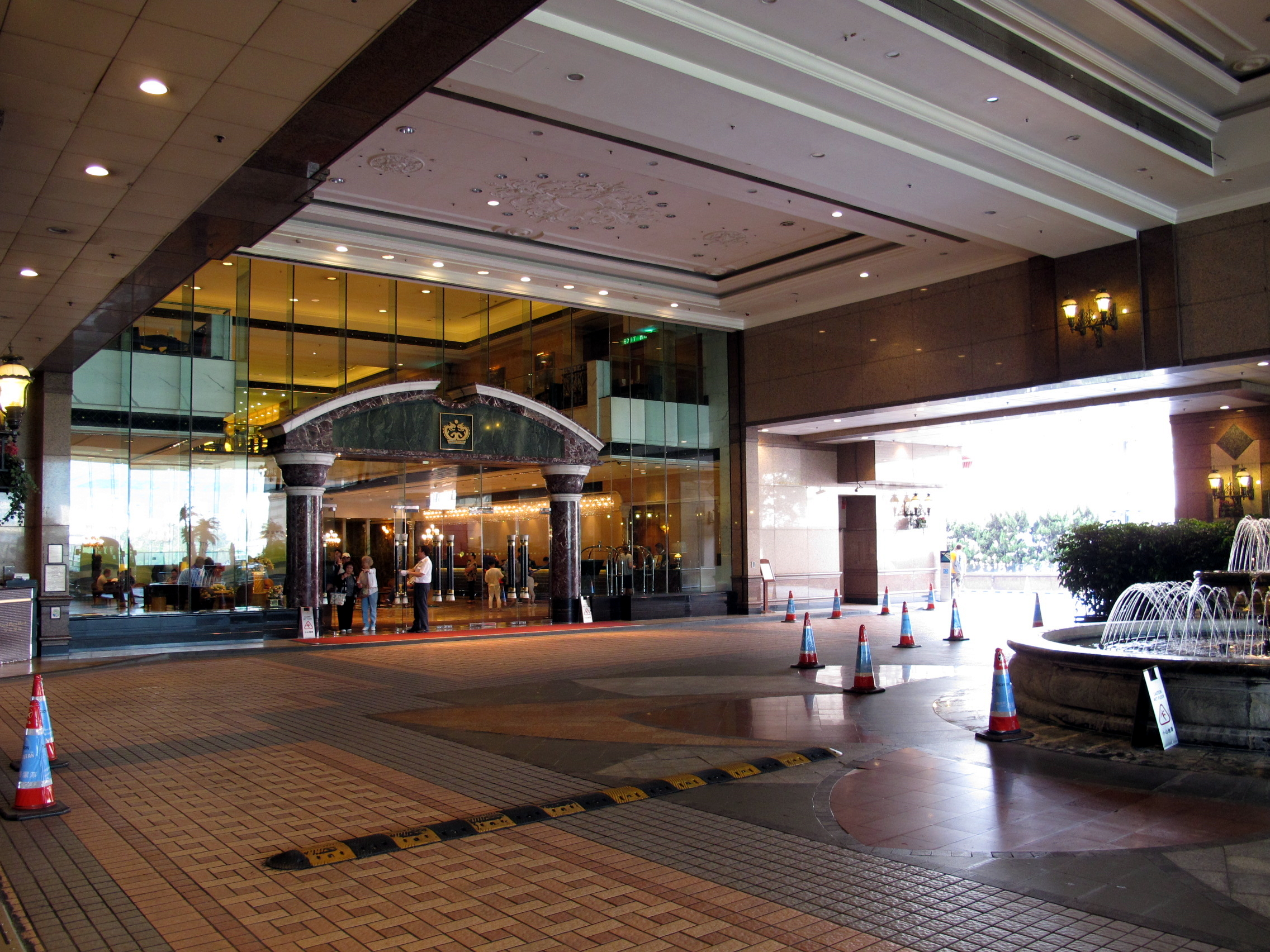
車道入口

帝京酒店（英語：Royal Plaza Hotel）是香港的一間五星級酒店，由新鴻基地產興建和擁有，是帝港酒店集團（Royal Hotels Hong Kong）成員之一。位於九龍旺角太子道西193號，為港鐵旺角東站上蓋建築之一，與新世紀廣場相連。酒店共有699間客房，另有一個6,300平方呎的宴會廳和40米露天羅馬式的恆溫泳池。泳池的水底會播放音樂。

## 簡介
1997年1月，帝京酒店開業。2012年3月至2013年10月31日，酒店進行大型翻新和擴建工程。工程完成後，酒店會增加至699間客房。而餐廳酒吧、健身中心、宴會廳、貴賓廳和酒店大堂亦有別於之前的面貌。
另外，帝京酒店設立免費網上會籍「帝殷會」，每月以電子郵件向顧客介紹最新住宿及美食優惠而不另徵收會費。
到2023年8月，酒店在官方社交網站專頁宣布，旗下自助餐餐廳「花月庭」，因「企業策略及商業決定」而將於2023年8月28日結束營業，不少網民留言對此表示突然和可惜。而原址將變成日式放題連鎖店「殿·大喜屋」。

## 食肆
- 酒館和西式餐廳：Lion Rock
- 中菜餐廳：帝京軒

## 獎項
| 年份        | 獎項                                                                |
| 2006        | 美食之最大賞2006（海鮮蔬菜組）至高榮譽金獎                          |
| 2007        | 美食之最大賞2007（海鮮蔬菜組）銅獎                                  |
| 2007        | 美食之最大賞2007（西式烹調–三文魚）銅獎                             |
| 2008        | 香港國際美食大獎（中式烹調–素食）銀獎                               |
| 2009        | 美食之最大賞2009（豬肉組）金獎                                      |
| 2009        | 美食之最大賞2009（素菜組）金獎                                      |
| 2009        | 新假期「全港必吃食店大獎」2009（X 3）                               |
| 2009        | 2009-2011 婚禮雜誌大賞星級婚宴（酒店）最佳場地                      |
| 2009        | U Food全城最熱自助餐選舉2009 – 最熱晚餐自助餐季軍                   |
| 2009        | 香港國際美食大獎2009（朱古力香茶蛋糕 青年餅師組）銀獎               |
| 2009        | 香港國際美食大獎2009（朱古力香茶蛋糕 青年餅師組）銅獎               |
| 2009        | 香港恒天然烘焙大賽2009（蛋糕組）專業推介大獎及最優秀大獎            |
| 2010        | 全港青年中餐烹飪比賽2010 銀獎                                       |
| 2010        | 美食之最大賞2010（家禽組）金獎                                      |
| 2010        | 有營廚藝大比併2010（家禽組）金獎                                    |
| 2010        | 港澳區恒天然烘焙大賽2010（蛋糕組）銅獎                              |
| 2010        | HotelClub Hotel Awards 2010 優秀服務水平組別                        |
| 2011        | U Food我最喜愛食肆2010-2011 我最喜愛的自助餐廳                      |
| 2011        | 香港國際美食大獎2011（西式烹調比賽-專業組別-盲鰽）銅獎              |
| 2011        | 香港國際美食大獎2011（西式烹調比賽-專業組別-美國有機全雞）銀獎      |
| 2011        | 香港國際美食大獎2011（糕點-25歲以下-青年餅師組-朱古力香茶蛋糕）銅獎 |
| 2009 - 2014 | 《米芝蓮指南香港澳門》「十分舒適」酒店評級                          |

## 穿梭巴士服務
帝京酒店提供免費穿梭巴士服務往來酒店、尖沙咀站、柯士甸站和九龍站。

## 鄰近建築
- 拔萃男書院
- 馬禮遜紀念會所
- 香港布廠商會教育中心
- 中華基督教會協和小學
- 新世紀廣場

## 外部連結
- 帝京酒店網站 （页面存档备份，存于）
- 帝京酒店資料[]
- 香港酒店網 — 帝京酒店